# Cron
Cron je softwarový démon, který v operačních systémech automatizovaně spouští v určitý čas nějaký příkaz resp. proces (skript, program apod.). Jedná se vlastně o specializovaný systémový proces, který v operačním systému slouží jakožto plánovač úloh, jenž umožňuje opakované spouštění periodicky se opakujících procesů (např. noční běhy dávkových úloh při hromadném zpracování dat) apod.

## Crontab
Příkazy a časy, ve kterých má Cron tyto příkazy provést, jsou definovány v souboru crontab resp. crontab.txt (celosystémová definice je zpravidla umístěna v adresáři /etc/crontab resp. \cronw\crontab.txt). Ke zjednodušení práce s definicí může existovat nástroj crontab.

### Formát souboru
Soubor crontab obsahuje na každé řádce jednu definici úlohy; každá řádka obsahuje několik položek oddělených mezerami nebo tabulátory. První část řádky definuje časy spouštění, zbytek řádky je pak příkaz, který se má spustit.
Například následující definice zajistí spuštění programu /usr/bin/updatestats každý den jednu minutu po půlnoci:
```
1 0 * * *  /usr/bin/updatestats
```

Tato definice zajistí spustění scriptu C:\scripts\active\weathermap.cmd každých 5 minut:
```
*/5 * * * * C:\scripts\active\weathermap.cmd
```

Pět polí na začátku definuje čas:
1. Minuta (0–59)
2. Hodina (0–23)
3. Den v měsíci (1–31)
4. Měsíc (1–12)
5. Den v týdnu (0 = neděle, 1 = pondělí, …, 6 = sobota) ( 7 = také neděle) nebo pomocí názvu sun,mon,tue,wed,thu,fri,sat

Každé pole může obsahovat hvězdičku, což znamená, že se na danou hodnotu nebere ohled, resp. že se příkaz provádí vždy (např. hvězdička v položce hodina znamená, že se příkaz provádí každou hodinu). Jinak může obsahovat konkrétní číslo (7), seznam oddělený čárkou (15,30,45), rozsah oddělený pomlčkou (1–5), některé implementace Cronu umožňují složitější syntaxe (např. lomítko označující násobky, např. */5 může znamenat „každých pět minut“).